# Chelev

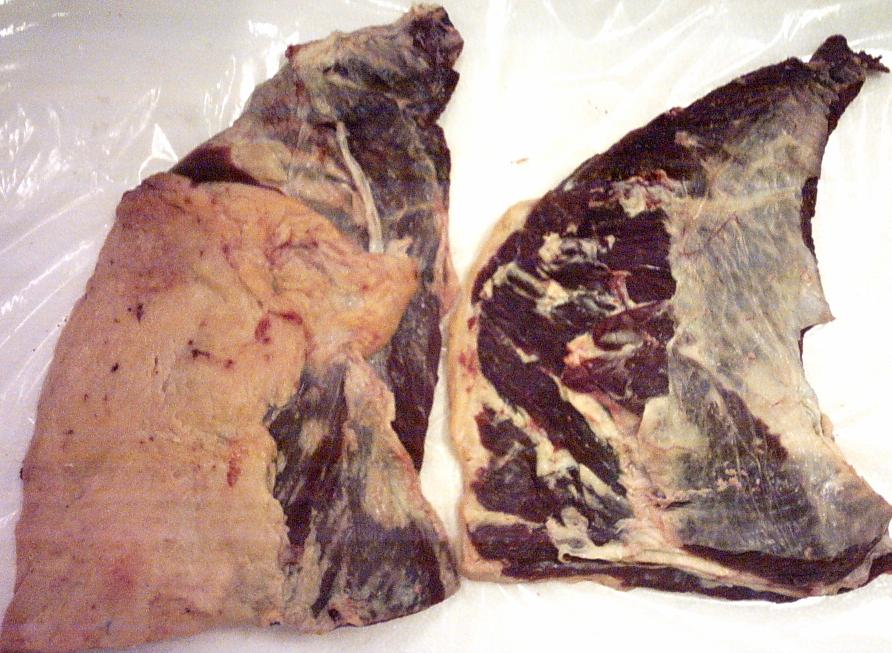
Zwei Stücke eines Flanksteaks. Das linke ist mit einer Schicht Chelev bedeckt, das rechte enthält nur einige nicht koschere Sehnen (Krumim). Beides muss entfernt werden.

Chelev (hebräisch חֵלֶב ‚Fett‘) ist das tierische Fett, dessen Genuss Juden gemäß der Tora verboten ist (Leviticus 7:23). Nur das Chelev von Tieren, die als Opfergaben im Tempel dargebracht werden durften, ist verboten (Leviticus 7:25). Das Verbot, Chelev zu essen, ist eines der 613 Gebote, die laut Talmud Mose auf dem Berg Sinai übergeben wurden.

## Tierarten
Das Verbot von Chelev betrifft nur jene Tierarten, die im Jerusalemer Tempel (בֵּית־הַמִּקְדָּשׁ Bet HaMikdasch) als קָרְבָּנוֹת Korbanot, deutsch ‚Tieropfer‘, verwendet wurden, wie Rind, Lamm und Ziege, die als einzige koschere Haustiere gelten. Fett von Vögeln, Wild und Fischen darf gegessen werden. Das Fett von verschiedenen Arten der Bovinae ist umstritten, insbesondere das der Waldböcke.

## Nikur
Eine Entfernung des verbotenen Fettes wird nach dem Schächten durch einen מנקר Menaker durchgeführt, der dafür besonders geschult ist. Erst dann darf das Fleisch weiterverarbeitet werden (Mischna Chullin, 7). Dieser Prozess wird ניקור Nikur (auch: „Porschen“) genannt, bei dem das Fleisch eines erlaubten Tieres koscher gemacht wird. Hierzu gehört auch das Entfernen jeglichen Blutes und des Gid HaNasche (Genesis 32:33). Das entfernte Chalev wird verbrannt. Ultraorthodoxe Juden bestehen darauf, dass das Nikur durch einen zweiten Menaker kontrolliert wird. Der Begriff Chelev bezieht sich auf Fett, das mit einer Membran umgeben ist und in toto abgeschält werden kann. Das Fett, das im Fleisch integriert ist, heißt שֻׁמָּן Schuman und ist koscher. Das Nikur erfolgt in einer bestimmten Reihenfolge.

### Niere
Das Fettgewebe, das die Niere umgibt (siehe auch Rindernierenfett), heißt chelev hakloyoth und ist nicht koscher.

### Bauchfett
Das Viszeralfett bezeichnet das bei Wirbeltieren in der freien Bauchhöhle eingelagerte Fett, das die inneren Organe, vor allem den Verdauungstrakt, umhüllt. Diese Fettschicht gilt als verbotenes Chelev, außer an einigen Stellen, wo sie mit Muskeln bedeckt ist, nicht mit Haut oder Sehnen. Aber auch dort, wo es mit Fleisch bedeckt ist, gibt es etwas Fett, das immer noch verboten ist, da es gelegentlich bei bestimmten Bewegungen des Tieres freigelegt werden könnte.

### Schwanzfett
Das Schwanzfett, hebräisch אַלְיָה Alyah, bestimmter Schafrassen, wie das des Karakulschafs, ist eine große Fettmembran. Die Tora verwendet den Begriff „Chelev“ für dieses Fett, aber nur im Sinne von „dem guten Teil“. Sein Verzehr sei erlaubt. Die Karäer verstehen dieses Fett jedoch als verbotenes Chelev und erlauben daher nicht, das Schwanzfett zu essen.

## Rabbinische Auslegung
Die Strafe für das absichtliche Essen von Chelev bedeutet nach rabbinischer Auslegung den Ausschluss aus dem Leben nach dem Tod (כָּרֵת Kareth). Auf Grund dieser drohenden schwerwiegenden Konsequenz ist es weit schlimmer, das verbotene Chelev zu essen, als beispielsweise Schweinefleisch. Die Sühne für einen versehentlichen Verzehr besteht darin, ein Sühneopfer zu erbringen. Das Chelev galt als „das Beste“ an einem Tier und war deshalb der Opfergabe an Gott vorbehalten. Dies geht zurück auf die Überlieferung von Kain und Abel. Abel hat auch das Fett seiner Tiere als Opfer gebracht (1. Mose 4,4). Kain hatte jedoch offensichtlich wenig Interesse an der Qualität seines Opfers.